# هانس لوریتس
هانس لُریتس (به آلمانی: Hans Loritz) (زاده ۲۱ دسامبر ۱۸۹۵ – مرگ ۳۱ ژانویه ۱۹۴۶) یک نظامی آلمانی در دوره رایش سوم و از ۳۱ مارس ۱۹۳۶ تا ۷ ژانویه ۱۹۳۹ فرمانده اردوگاه کار اجباری داخاو بود.وی در ۳۱ ژانویه ۱۹۴۶ در زندانی در نوی‌مونستر خودکشی کرد.